# گزارش تیلور
گزارش تیلور (به انگلیسی: Taylor Report) یا گزارش فاجعه ورزشگاه هیلزبورو (به انگلیسی: The Hillsborough Stadium Disaster Inquiry report) در اوت ۱۹۸۹ و نسخه نهایی آن در ژانویه ۱۹۹۰ منتشر و به باشگاه‌های فوتبال انگلیس ابلاغ شد.این گزارش شامل یک سری اقدامات برای بالا بردن سطح امنیت سکوهای ورزشگاه‌های فوتبال می‌باشد که باشگاه‌ها ملزم به رعایت آن هستند.